# Gerard de Vries Lentsch
Gerard de Vries Lentsch   (Nieuwendam, 23 de novembre de 1883 - Oegstgeest, 9 de juliol de 1973) va ser un regatista neerlandès que va competir a començaments del segle xx. Era germà de Willem de Vries Lentsch i oncle de Wim de Vries Lentsch.
El 1928 va prendre part en els Jocs Olímpics d'Amsterdam, on va guanyar la medalla de plata en la regata de 8 metres del programa de vela, a bord de l'Hollandia, junt a Maarten de Wit, Lambertus Doedes, Hendrik Kersken, Johannes van Hoolwerff i Cornelis van Staveren.